# Rökgaskondensering
Rökgaskondensering är en metod för att utvinna värmeenergi ur rökgaser från förbränning i exempelvis ett kraftvärmeverk. Beroende på vilket bränsle som används så innehåller rökgaserna en viss mängd vattenånga och genom att kyla ner rökgaserna under vattenångans daggpunkt får man denna att kondensera, varvid kondensationsvärmen frigörs. Värmen kan tas omhand och exempelvis tillföras ett fjärrvärmenät. 

## Tillämpning
Två olika metoder för kylningen av rökgaserna används. Antingen låter man den passera direkt genom en värmeväxlare som kyls av exempelvis vatten från fjärrvärmenätet, eller så duschas den med vattendroppar i en skrubber varpå det uppvärmda vattnet får passera en värmeväxlare. Eventuellt kan också en värmepump användas för att få ut mer värme. Det kondenserade vattnet kommer oavsett metod att ta med sig föroreningar, vilket innebär renare rökgaser men också att rening av kondensatet krävs.
Rökgaskondensering är framförallt intressant vid användning av bränslen med hög fukthalt, som avfall, trädbränslen och torv.